# 吉氏三鰭褐鱈
吉氏三鰭褐鱈，為輻鰭魚綱鱈形目稚鱈科的其中一種，分布於西南印度洋、印尼、澳洲海域，為深海魚類，深度100-1000公尺，體長可達33公分，棲息在大陸坡水域，生活習性不明。